# Strahlungsaustausch
Als Strahlungsaustausch bezeichnet man den Austausch von Energie zwischen zwei Systemen oder einem System und seiner Umgebung mittels elektromagnetischer Wellen. Die Bilanz über diese Strahlungsflüsse bezeichnet man als Strahlungsbilanz.

## Austausch von Wärmestrahlung

### Wärmeübertragung durch Strahlung
Von besonderer Bedeutung ist der Austausch von Wärmestrahlung. Jeder Körper mit einer Temperatur über dem absoluten Nullpunkt sendet Wärmestrahlung aus, die von anderen Körpern und gegebenenfalls auch von ihm selbst absorbiert wird. Der Wärmeaustausch mittels Strahlung ist daher ein in der Alltagsumgebung ständig und überall ablaufender Vorgang. Er stellt neben Wärmeleitung und Konvektion den dritten Mechanismus für Wärmetransport dar. Im Vakuum ist Strahlungsaustausch die einzig mögliche Form der Wärmeübertragung (zum Beispiel für die Temperaturkontrolle bei Raumfahrzeugen oder die Kühlung von Radionuklidbatterien in Raumsonden).
Von den beiden anderen Wärmetransportmechanismen unterscheidet sich der Strahlungstransport dadurch, dass der beobachtete Nettowärmetransport nicht nur mathematisch in zwei Bruttowärmetransporte {Nettowärmetransport (von 1 nach 2) = Bruttowärmetransport (von 1 nach 2) - Bruttowärmetransport (von 2 nach 1)} aufgeteilt werden kann, sondern diese mathematische Trennung auch physikalisch interpretiert werden kann (zum Beispiel durch die Vorstellung von Photonen, die von 1 nach 2 fliegen und umgekehrt). Oder mit anderen Worten, die Wärmestrahlung transportiert Wärme nicht nur in einer Richtung (von warm nach kalt), sondern gleichzeitig trifft auch die von dem kälteren Körper ausgesandte Wärmestrahlung auf den wärmeren Körper und kann von diesem absorbiert werden. Dies widerspricht nicht dem Zweiten Hauptsatz der Thermodynamik, welcher in der Formulierung nach R. Clausius einen Prozess verbietet, bei dem nichts geschieht außer der Übertragung von Wärme von einem kälteren zu einem wärmeren Körper. Wegen der gegenseitigen Sichtbarkeit beider Körper muss nämlich auch gleichzeitig Wärmestrahlung des wärmeren Körpers auf den kälteren treffen, so dass der Strahlungstransport von kalt nach warm nie isoliert auftreten kann und die Voraussetzung des Verbotes („nichts geschieht außer…“) nicht greift. Da zudem in der Nettobilanz stets mehr Wärmestrahlung vom wärmeren Körper zum kälteren übertragen wird als umgekehrt, ist insbesondere die vom Zweiten Hauptsatz geforderte Entropiezunahme im Gesamtsystem sichergestellt.

### Beispiele für Strahlungsaustausch

Absorption von eintreffender elektromagnetischer Strahlung beim Durchgang durch die Atmosphäre. Der gelbe Bereich wird als Atmosphärisches Fenster bezeichnet.

- Die Erde empfängt im Mittel von der Sonne eine Strahlungsleistung von 1,74·1017 W[2] und absorbiert davon etwa 70 %,[2] also 1,22·1017 W. Da sie sich im Wesentlichen im Strahlungsgleichgewicht befindet, muss sie die absorbierte Energie wieder vollständig abgeben. Sie tut das über langwellige Wärmestrahlung, die sie allseitig in den Weltraum emittiert. Nach dem Stefan-Boltzmann-Gesetz braucht sie dazu eine mittlere Strahlungstemperatur von ca. −18 °C. Dies entspricht der mittleren Temperatur der höheren Atmosphärenschichten, welche als Abstrahlflächen dienen.[2]
- Für den Fall, dass die Erdatmosphäre keine Treibhausgase enthalten würde, werden oft die ca. −18 °C als Oberflächentemperatur genannt. Das gilt aber nur für den unrealistischen Fall einer einheitlichen Temperatur der Erdoberfläche, der eine ideal wärmeleitende Erdkugel voraussetzen würde. Für den etwas realeren Fall, dass die Oberflächentemperatur nicht einheitlich wäre, sinkt nach der Hölder-Ungleichung die Durchschnittstemperatur. Eine exakte Berechnung derselben ist jedoch ohne genaue Kenntnis dieser Temperaturverteilung nicht möglich, aber deswegen ist eine erheblich niedrigere hypothetische Temperatur anzunehmen (beispielsweise −60 °C, wenn man die Temperaturunterschiede beim Mond betrachtet).
- Der Erdboden kann die eben erwähnte Wärmemenge nicht vollständig in den Weltraum abstrahlen, weil die Atmosphäre für die Wärmestrahlung nur teilweise durchsichtig ist.[2] Der wichtigste Bereich für den Wärmehaushalt der Erde ist im nebenstehenden Bild gelb hervorgehoben. Die anderen, blau markierten Bereiche sind entweder zu schmal, um große Mengen Energie durchzulassen oder die etwa 300 K warme Erde strahlt in diesen Bereichen fast nichts ab. Die bodennahen Atmosphärenschichten absorbieren den größten Teil der vom Erdboden emittierten Wärmestrahlung, erwärmen sich dabei und geben ihrerseits Wärmestrahlung ab, teils nach oben in höhere Luftschichten, teils nach unten zum Erdboden zurück. Diese aus der Luft zum Boden zurückkommende Strahlung, die so genannte atmosphärische Gegenstrahlung beträgt im globalen Mittel etwa 300 W/m2[2] und trägt zur Erwärmung des Bodens bei (natürlicher Treibhauseffekt).
- Etwas exakter zur Gegenstrahlung: Die Gegenstrahlung ist die normale Abstrahlung eines warmen Körpers (hier der warmen Atmosphäre - warm alles über 0 K). Beim Abstrahlen kühlt jeder Körper ab (auch die Atmosphäre). Im Mittel wird kein Temperaturabfall beobachtet, da der Wärmeverlust durch die aufsteigende Wärme (Strahlung und Konvektion) kompensiert wird. Dieser Sachverhalt steht schon bei Stefan 1879 - wenn er auch den Begriff Gegenstrahlung nicht verwendet. Für die Gegenstrahlung wird dieser Begriff deshalb verwendet, weil die Abstrahlung der kühleren Atmosphäre gegen eine wärmere Oberfläche trifft.
- In Feuerungsanlagen gibt die heiße Flamme ihre Wärme großenteils durch Flammenstrahlung an ihre Umgebung ab. Da heiße Luft ein schlechter Wärmestrahler ist, kann bei Bedarf durch Wahl geeigneter Verbrennungsbedingungen oder durch Zusatzstoffe die Bildung von Rußpartikeln gefördert werden, welche als effiziente Schwarze Strahler die Strahlungsabgabe unterstützen.
- Die Wärmemenge, die eine Fassadenoberfläche an die Umgebung verliert, wird durch den Wärmeübergangskoeffizienten bestimmt. Die Wärmeverluste werden durch Luftkonvektion und Wärmeabstrahlung verursacht. Bei Windstille beträgt der konvektive Anteil des Wärmeübergangskoeffizienten im Mittel etwa 4,5 W/(m2·K), der strahlungsbedingte Anteil etwa 6,5 W/(m2·K).[3] Bei geringer Luftbewegung wird also mehr Wärme abgestrahlt als durch die Luft abgeführt.
- Das Behaglichkeitsempfinden in Wohnräumen ist unter anderem von einem ausgewogenen Strahlungsaustausch der Person mit der Umgebung abhängig. Bei leichter sitzender Tätigkeit erzeugt eine Person infolge ihrer Stoffwechselrate etwa 130 W an Wärme.[4] Sie verliert aber gemäß dem Stefan-Boltzmann-Gesetz etwa 900 W an Strahlungswärme[4] (Icl = 0,155 m²K/W, ta = 22 °C, tr = 22 °C, vr = 0 m/s). Sie erfriert nur deshalb nicht, weil eine wohltemperierte Umgebung ihr zum Beispiel 770 W an Wärme zustrahlt. Der Wärmeverlust infolge Strahlung beträgt netto also in diesem Beispiel nur etwa 130 W, und das ist gerade der Verlust, der durch die Stoffwechselrate gedeckt wird. Der erhebliche Wärmestrahlungsaustausch wird deshalb nicht bemerkt, weil in einer behaglichen Umgebung Gewinne und Verluste fast völlig ausgeglichen sind.

### Berechnung
Die Berechnung der beim Strahlungsaustausch übertragenen Energiemengen ist im Allgemeinen recht kompliziert, vor allem wenn mehrere Körper mit komplexen Geometrien und komplizierten Strahlungseigenschaften beteiligt sind. Auch das zwischen den Körpern befindliche Medium kann durch Absorption und Eigenemission am Strahlungsaustausch teilnehmen. Obwohl im Prinzip mit Hilfe der Theorie des Strahlungstransports alles der Berechnung zugänglich ist, wird bei den vielfältigen Verhältnissen die genaue Berechnung sehr umfangreich und hat oft wenig praktischen Wert. Nur für einfache oder vereinfachte Situationen ist eine leicht überschaubare Lösung möglich. Solche einfachen Lösungen sind jedoch für viele Praxisfälle hinreichend genau.
Vereinfachungen können darin bestehen, die Anzahl der beteiligten Körper auf die wichtigsten zu beschränken (Benutzung von Sichtfaktoren) und vereinfachende Annahmen über die Strahlungseigenschaften der Körper zu treffen (sie zum Beispiel als Lambert-Strahler, Graue Körper oder Schwarze Körper zu behandeln).
Strahlungsaustauschberechnungen nach der sogenannten Bruttomethode für Flächen im beliebig umschlossenen Raum, die auch die Verfolgung der reflektierten Strahlungsanteile berücksichtigen, sind mit einem kostenlos downloadbaren Rechenalgorithmus effizient möglich.
Um der Realität des Strahlungsaustausches noch näher zu kommen, sind auch Modelle aufgestellt worden, die einen sogenannten real grauen Strahler definieren. Er berücksichtigt die Winkelabhängigkeit der Emissionskoeffizienten.

#### Einfacher Fall: planparallele Oberflächen

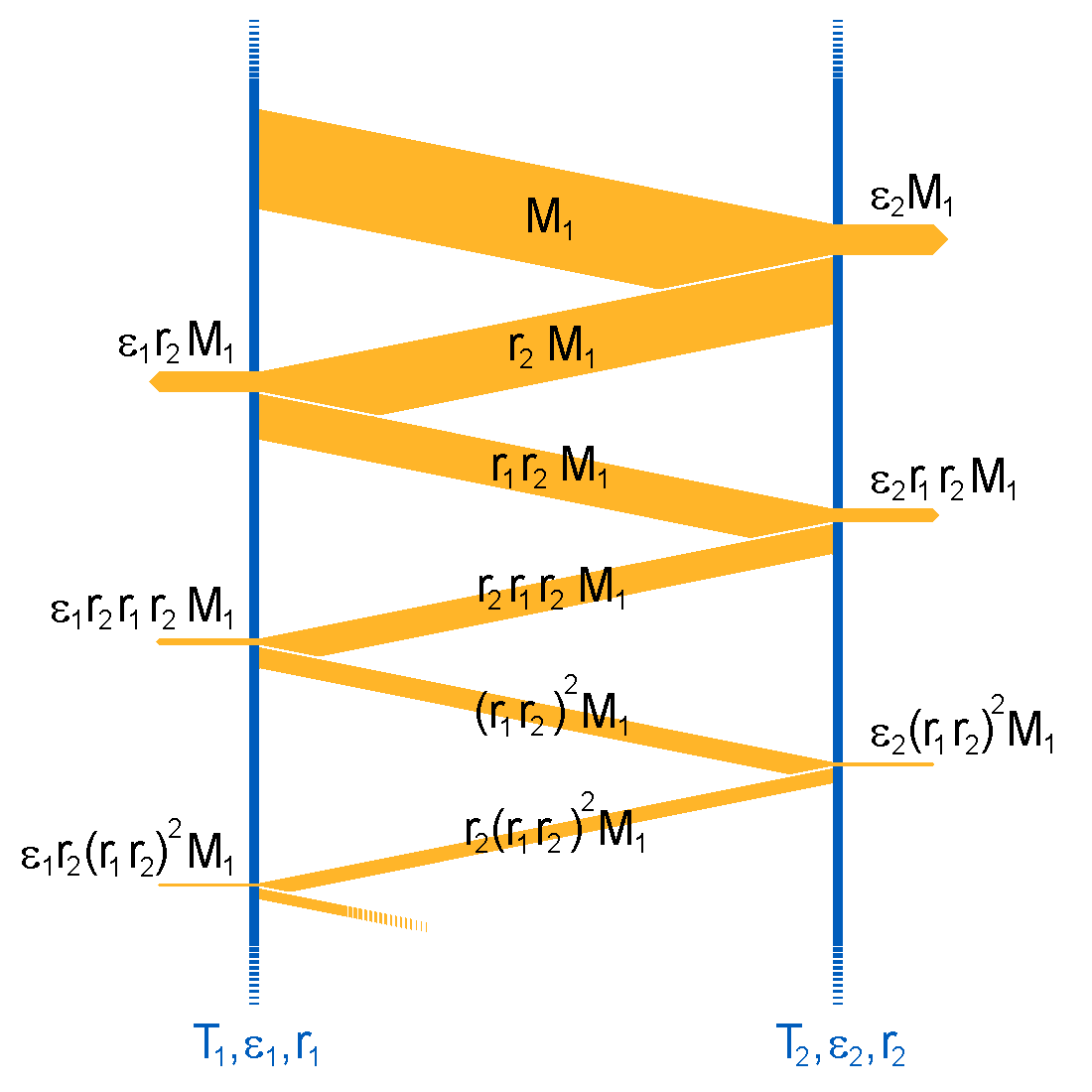
Strahlungsaustausch zwischen parallelen Oberflächen

Es werden zwei zueinander parallele ebene Oberflächen betrachtet. Sie sollen sehr groß gegenüber ihrem Abstand sein (d. h. seitliche Verluste sollen vernachlässigbar bleiben) und unterschiedliche, aber jeweils einheitliche und zeitlich konstante absolute Temperaturen {\displaystyle T_{1}} und {\displaystyle T_{2}} haben. Ihre Absorptions / Emissionsgrade seien {\displaystyle \varepsilon _{1}} und {\displaystyle \varepsilon _{2}}, ihre Reflexionsgrade {\displaystyle r_{1}=1-\varepsilon _{1}} und {\displaystyle r_{2}=1-\varepsilon _{2}}.
Durch die unterschiedlichen Temperaturen sendet laut Stefan-Boltzmann-Gesetz die Oberfläche 1 Strahlung der Intensität {\displaystyle M_{1}=\varepsilon _{1}\,\sigma T_{1}^{4}} und die Oberfläche 2 Strahlung der Intensität {\displaystyle M_{2}=\varepsilon _{2}\,\sigma T_{2}^{4}} aus.
Wir betrachten zuerst nur die Strahlung der Oberfläche 1, die in der Grafik dargestellt ist:
Die gesamte Strahlung {\displaystyle \,M_{1}} trifft auf Oberfläche 2 mit dem Reflexionsgrad {\displaystyle \,r_{2}}, welche den Anteil {\displaystyle \,\varepsilon _{2}M_{1}} absorbiert und den Anteil {\displaystyle \,r_{2}M_{1}} auf Oberfläche 1 mit dem Reflexionsgrad {\displaystyle \,r_{1}} zurückwirft. Diese reflektiert wiederum den Anteil {\displaystyle \,r_{1}r_{2}M_{1}} auf Oberfläche 2, welche davon den Anteil {\displaystyle \,\varepsilon _{2}r_{1}r_{2}M_{1}} absorbiert. Nach weiteren Reflexionen absorbiert Oberfläche 2 die Strahlungsintensitäten {\displaystyle \,\varepsilon _{2}\,(r_{1}r_{2})^{2}M_{1}}, {\displaystyle \,\varepsilon _{2}\,(r_{1}r_{2})^{3}M_{1}} usw.
{\displaystyle \,M_{12}}, die Summe all dieser Anteile, ist die gesamte Strahlung von der Oberfläche 1, die von der Oberfläche 2 absorbiert wurde.
{\displaystyle M_{12}=\varepsilon _{2}\,M_{1}+\varepsilon _{2}\,r_{1}r_{2}M_{1}+\varepsilon _{2}\,(r_{1}r_{2})^{2}M_{1}+\dots =\varepsilon _{2}\,M_{1}[1+r_{1}r_{2}+(r_{1}r_{2})^{2}+\dots ]=M_{1}{\frac {\varepsilon _{2}}{1-r_{1}r_{2}}}}
Da {\displaystyle \,r_{1}} und {\displaystyle \,r_{2}} kleiner als 1 sind,  folgte der letzte Schritt für die unendliche geometrische Reihe in der Klammer aus der Summenformel {\displaystyle 1+q^{1}+q^{2}+q^{3}+\dots ={\frac {1}{1-q}}\quad (q<1)}.
Einsetzen von {\displaystyle \,r_{1}} und {\displaystyle \,r_{2}}  liefert
{\displaystyle M_{12}=M_{1}{\frac {\varepsilon _{2}}{1-r_{1}r_{2}}}=\varepsilon _{1}\,\sigma T_{1}^{4}{\frac {\varepsilon _{2}}{1-(1-\varepsilon _{1})(1-\varepsilon _{2})}}=\sigma T_{1}^{4}{\frac {1}{{\frac {1}{\varepsilon _{1}}}+{\frac {1}{\varepsilon _{2}}}-1}}}
Den Rest der ursprünglich ausgesandten Strahlung hat die Oberfläche 1 im Verlauf der Mehrfachreflexion selbst absorbiert.
Eine analoge Betrachtung liefert die von Oberfläche 2 ausgesandte und von Oberfläche 1 absorbierte Strahlungsintensität{\displaystyle \,M_{21}}. Die Netto-Strahlungsbilanz ist die Differenz der von beiden Oberflächen absorbierten Strahlungsintensitäten:
{\displaystyle M=M_{12}-M_{21}=\sigma T_{1}^{4}\,{\frac {1}{{\frac {1}{\varepsilon _{1}}}+{\frac {1}{\varepsilon _{2}}}-1}}\,-\,\sigma T_{2}^{4}\,{\frac {1}{{\frac {1}{\varepsilon _{1}}}+{\frac {1}{\varepsilon _{2}}}-1}}=\sigma \,{\frac {1}{{\frac {1}{\varepsilon _{1}}}+{\frac {1}{\varepsilon _{2}}}-1}}\,(T_{1}^{4}-T_{2}^{4})}
Man erhält also die Nettostrahlungsleistung bei einer Plattenoberfläche {\displaystyle \,A} zu
| {\displaystyle P=MA=\sigma \,AE\,\left(T_{1}^{4}-T_{2}^{4}\right)} |

mit dem Strahlungsaustauschgrad
{\displaystyle E:={\frac {1}{{\frac {1}{\varepsilon _{1}}}+{\frac {1}{\varepsilon _{2}}}-1}}}.
Die von Oberfläche 1 auf Oberfläche 2 übertragene Nettostrahlungsintensität {\displaystyle \,M} ist also aus zwei Gründen geringer als ihre thermische Eigenemission {\displaystyle \,M_{1}}. Zum einen wird ein Teil der ausgesandten Strahlungsleistung durch die von Oberfläche 2 ausgehende thermische Emission {\displaystyle M_{2}=\varepsilon _{2}\,\sigma \,T_{2}^{4}} kompensiert. Zum anderen erhält Oberfläche 1 einen Teil ihrer Ausstrahlung durch Oberfläche 2 (unabhängig von deren Temperatur) wieder zurückreflektiert: {\displaystyle \,E} ist kleiner als {\displaystyle \,\varepsilon _{1}} und {\displaystyle \,\varepsilon _{2}}. Wird {\displaystyle \,\varepsilon _{1}} und/oder {\displaystyle \,\varepsilon _{2}} verringert, der jeweilige Reflexionsgrad also erhöht, so wird {\displaystyle \,E} schnell sehr klein: die beiden Oberflächen tauschen allein aufgrund ihrer Reflexionseigenschaften kaum mehr Strahlung aus. Sie stellen einen Strahlungsschutzschirm dar, welcher Wärmestrahlung sehr effizient unterbinden kann.
Für praktische Anwendungen ist die Differenz vierter Potenzen unbequem. Sie lässt sich durch zweimalige Anwendung einer binomischen Formel auflösen in
{\displaystyle T_{1}^{4}-T_{2}^{4}=\left(T_{1}^{2}-T_{2}^{2}\right)\left(T_{1}^{2}+T_{2}^{2}\right)=(T_{1}-T_{2})(T_{1}+T_{2})\left(T_{1}^{2}+T_{2}^{2}\right)=(T_{1}-T_{2})\left(T_{1}^{3}+T_{1}^{2}T_{2}+T_{1}T_{2}^{2}+T_{2}^{3}\right)\,.}
Definiert man eine Temperatur {\displaystyle \,T_{m}} mittels
{\displaystyle 4T_{m}^{3}:=T_{1}^{3}+T_{1}^{2}T_{2}+T_{1}T_{2}^{2}+T_{2}^{3}\,,}
so lässt sich die Nettoleistung einfach schreiben als
| {\displaystyle P=4\,A\,E\,\sigma \,T_{m}^{3}\,(T_{1}-T_{2})}. |

Die Temperatur {\displaystyle \,T_{m}} liegt zwischen {\displaystyle \,T_{1}} und {\displaystyle \,T_{2}}. Wenn zwischen den beiden Temperaturen kein großer Unterschied besteht, reicht es oft, für {\displaystyle \,T_{m}} den Mittelwert beider Temperaturen zu verwenden oder sogar {\displaystyle \,T_{1}} oder {\displaystyle \,T_{2}} selbst.
Für praktische Anwendungen der Wärmeisolation lässt sich schlussfolgern, dass, ausgehend von großen{\displaystyle \,\varepsilon _{1}} und {\displaystyle \,\varepsilon _{2}}, der Wärmetransport durch Verringerung einer Emissivität weitgehend linear mit dieser reduziert wird. Die zweite Emissivität hat bei sehr viel kleinerer erster Emissivität dann nur noch maximal einen Einfluss von einem Faktor zwei auf den Wärmetransport. Der Wärmetransport ist also minimal bei minimalen {\displaystyle \,\varepsilon _{1}} und {\displaystyle \,\varepsilon _{2}}, bei stark unterschiedlichen{\displaystyle \,\varepsilon _{1}} und {\displaystyle \,\varepsilon _{2}} aber unabhängig davon welche Emissivität größer ist.

## Geschichte
J. Stefan hat das Stefan-Boltzmann-Gesetz auf Grund des Strahlungsaustauschs entdeckt. In seiner Arbeit von 1879 „Über die Beziehung zwischen der Wärmestrahlung und der Temperatur“ (Sitzungsberichte der mathematisch-naturwissenschaftlichen Classe der kaiserlichen Akademie der Wissenschaften - Wien 1879) hat er auf Seite 414 die Gleichung für den Strahlungsaustausch (siehe oben) verwendet, die seine Versuchsergebnisse am besten beschrieben hat. Da er noch nicht die heutige Messtechnik hatte, bestimmte er den Wärmestrom über die Abkühlgeschwindigkeit, d. h. über die zeitliche Änderung der Temperatur {\displaystyle T_{1}}.